# Zweeds handbalteam (mannen)
Het Zweeds handbalteam is het nationale team van Zweden voor mannen. Het team vertegenwoordigt de Zweedse handbalbond Svenska Handbollförbundet.

## Resultaten

### Olympische Spelen
| Jaar                                 | Resultaat               | Wed                     | W                       | G                       | V                       | DV                      | DT                      | DS                      |                     |
| ------------------------------------ | ----------------------- | ----------------------- | ----------------------- | ----------------------- | ----------------------- | ----------------------- | ----------------------- | ----------------------- | ------------------- |
| 1936                                 | Geen deelname           | Geen deelname           | Geen deelname           | Geen deelname           | Geen deelname           | Geen deelname           | Geen deelname           | Geen deelname           | Geen deelname       |
| Niet georganiseerd van 1948 t/m 1968 |                         |                         |                         |                         |                         |                         |                         |                         |                     |
| 1972                                 | 7e                      | 6                       | 2                       | 2                       | 2                       | 82                      | 87                      | −5                      |                     |
| 1976                                 | Niet gekwalificeerd     | Niet gekwalificeerd     | Niet gekwalificeerd     | Niet gekwalificeerd     | Niet gekwalificeerd     | Niet gekwalificeerd     | Niet gekwalificeerd     | Niet gekwalificeerd     | Niet gekwalificeerd |
| 1980                                 | Niet gekwalificeerd     | Niet gekwalificeerd     | Niet gekwalificeerd     | Niet gekwalificeerd     | Niet gekwalificeerd     | Niet gekwalificeerd     | Niet gekwalificeerd     | Niet gekwalificeerd     | Niet gekwalificeerd |
| 1984                                 | 5e                      | 6                       | 4                       | 0                       | 2                       | 145                     | 134                     | +11                     |                     |
| 1988                                 | 5e                      | 6                       | 4                       | 0                       | 2                       | 133                     | 109                     | +24                     |                     |
| 1992                                 | 2e                      | 7                       | 6                       | 0                       | 1                       | 165                     | 130                     | +35                     |                     |
| 1996                                 | 2e                      | 7                       | 6                       | 0                       | 1                       | 182                     | 141                     | +41                     |                     |
| 2000                                 | 2e                      | 8                       | 7                       | 0                       | 1                       | 240                     | 197                     | +43                     |                     |
| 2004                                 | Niet gekwalificeerd     | Niet gekwalificeerd     | Niet gekwalificeerd     | Niet gekwalificeerd     | Niet gekwalificeerd     | Niet gekwalificeerd     | Niet gekwalificeerd     | Niet gekwalificeerd     | Niet gekwalificeerd |
| 2008                                 | Niet gekwalificeerd     | Niet gekwalificeerd     | Niet gekwalificeerd     | Niet gekwalificeerd     | Niet gekwalificeerd     | Niet gekwalificeerd     | Niet gekwalificeerd     | Niet gekwalificeerd     | Niet gekwalificeerd |
| 2012                                 | 2e                      | 8                       | 5                       | 0                       | 3                       | 228                     | 186                     | +42                     |                     |
| 2016                                 | 11e                     | 5                       | 1                       | 0                       | 4                       | 132                     | 131                     | +1                      |                     |
| 2020                                 | 5e                      | 6                       | 4                       | 0                       | 2                       | 177                     | 176                     | +1                      |                     |
| 2024                                 | Toekomstige evenementen | Toekomstige evenementen | Toekomstige evenementen | Toekomstige evenementen | Toekomstige evenementen | Toekomstige evenementen | Toekomstige evenementen | Toekomstige evenementen |                     |
| 2028                                 | Toekomstige evenementen | Toekomstige evenementen | Toekomstige evenementen | Toekomstige evenementen | Toekomstige evenementen | Toekomstige evenementen | Toekomstige evenementen | Toekomstige evenementen |                     |
| Totaal                               | 9/14                    | 59                      | 39                      | 2                       | 18                      | 1484                    | 1291                    | +193                    |                     |

### Wereldkampioenschappen
| Wereldkampioenschap | Wereldkampioenschap     | Wereldkampioenschap     | Wereldkampioenschap     | Wereldkampioenschap     | Wereldkampioenschap     | Wereldkampioenschap     | Wereldkampioenschap     | Wereldkampioenschap     |                         |
| Jaar                | Resultaat               | Wed                     | W                       | G                       | V                       | DV                      | DT                      | DS                      |                         |
| ------------------- | ----------------------- | ----------------------- | ----------------------- | ----------------------- | ----------------------- | ----------------------- | ----------------------- | ----------------------- | ----------------------- |
| 1938                | 3e                      | 3                       | 1                       | 0                       | 2                       | 8                       | 13                      | −5                      |                         |
| 1954                | 1e                      | 3                       | 3                       | 0                       | 0                       | 56                      | 36                      | +20                     |                         |
| 1958                | 1e                      | 6                       | 6                       | 0                       | 0                       | 138                     | 74                      | +64                     |                         |
| 1961                | 3e                      | 6                       | 5                       | 0                       | 1                       | 89                      | 73                      | +16                     |                         |
| 1964                | 2e                      | 6                       | 3                       | 0                       | 3                       | 104                     | 90                      | +14                     |                         |
| 1967                | 5e                      | 6                       | 4                       | 0                       | 2                       | 118                     | 112                     | +6                      |                         |
| 1970                | 6e                      | 6                       | 3                       | 0                       | 3                       | 69                      | 68                      | +1                      |                         |
| 1974                | 10e                     | 6                       | 3                       | 0                       | 3                       | 111                     | 113                     | −2                      |                         |
| 1978                | 8e                      | 6                       | 2                       | 0                       | 4                       | 121                     | 125                     | −4                      |                         |
| 1982                | 11e                     | 7                       | 2                       | 1                       | 4                       | 159                     | 157                     | +2                      |                         |
| 1986                | 4e                      | 7                       | 5                       | 0                       | 2                       | 174                     | 153                     | +21                     |                         |
| 1990                | 1e                      | 7                       | 6                       | 0                       | 1                       | 177                     | 143                     | +34                     |                         |
| 1993                | 3e                      | 7                       | 6                       | 0                       | 1                       | 166                     | 136                     | +30                     |                         |
| 1995                | 3e                      | 9                       | 8                       | 0                       | 1                       | 251                     | 201                     | +50                     |                         |
| 1997                | 2e                      | 9                       | 7                       | 0                       | 2                       | 253                     | 187                     | +66                     |                         |
| 1999                | 1e                      | 9                       | 8                       | 1                       | 0                       | 282                     | 202                     | +80                     |                         |
| 2001                | 2e                      | 9                       | 8                       | 0                       | 1                       | 263                     | 207                     | +56                     |                         |
| 2003                | 13e                     | 7                       | 5                       | 0                       | 2                       | 204                     | 191                     | +13                     |                         |
| 2005                | 11e                     | 9                       | 4                       | 1                       | 4                       | 275                     | 234                     | +41                     |                         |
| 2007                | Niet gekwalificeerd     | Niet gekwalificeerd     | Niet gekwalificeerd     | Niet gekwalificeerd     | Niet gekwalificeerd     | Niet gekwalificeerd     | Niet gekwalificeerd     | Niet gekwalificeerd     | Niet gekwalificeerd     |
| 2009                | 7e                      | 9                       | 6                       | 0                       | 3                       | 277                     | 232                     | +45                     |                         |
| 2011                | 4e                      | 10                      | 6                       | 0                       | 4                       | 272                     | 241                     | +31                     |                         |
| 2013                | Niet gekwalificeerd     | Niet gekwalificeerd     | Niet gekwalificeerd     | Niet gekwalificeerd     | Niet gekwalificeerd     | Niet gekwalificeerd     | Niet gekwalificeerd     | Niet gekwalificeerd     | Niet gekwalificeerd     |
| 2015                | 10e                     | 6                       | 3                       | 1                       | 2                       | 157                     | 133                     | +24                     |                         |
| 2017                | 6e                      | 7                       | 5                       | 0                       | 2                       | 233                     | 166                     | +67                     |                         |
| 2019                | 5e                      | 9                       | 7                       | 0                       | 2                       | 273                     | 222                     | +51                     |                         |
| 2021                | 2e                      | 9                       | 6                       | 2                       | 1                       | 276                     | 218                     | +58                     |                         |
| 2023                | 4e                      | 9                       | 7                       | 0                       | 2                       | 297                     | 237                     | +60                     |                         |
| 2025                | Toekomstige evenementen | Toekomstige evenementen | Toekomstige evenementen | Toekomstige evenementen | Toekomstige evenementen | Toekomstige evenementen | Toekomstige evenementen | Toekomstige evenementen | Toekomstige evenementen |
| 2027                | Toekomstige evenementen | Toekomstige evenementen | Toekomstige evenementen | Toekomstige evenementen | Toekomstige evenementen | Toekomstige evenementen | Toekomstige evenementen | Toekomstige evenementen | Toekomstige evenementen |
| Totaal              | 25/28                   | 187                     | 129                     | 6                       | 52                      | 4803                    | 3964                    | +839                    |                         |

### Europese kampioenschappen
| Europees kampioenschap | Europees kampioenschap      | Europees kampioenschap      | Europees kampioenschap      | Europees kampioenschap      | Europees kampioenschap      | Europees kampioenschap      | Europees kampioenschap      | Europees kampioenschap      | Europees kampioenschap |
| Jaar                   | Resultaat                   | Wed                         | W                           | G                           | V                           | DV                          | DT                          | DS                          |                        |
| ---------------------- | --------------------------- | --------------------------- | --------------------------- | --------------------------- | --------------------------- | --------------------------- | --------------------------- | --------------------------- | ---------------------- |
| 1994                   | 1e                          | 7                           | 7                           | 0                           | 0                           | 172                         | 133                         | +39                         |                        |
| 1996                   | 4e                          | 7                           | 4                           | 0                           | 3                           | 170                         | 156                         | +14                         |                        |
| 1998                   | 1e                          | 7                           | 6                           | 0                           | 1                           | 182                         | 158                         | +24                         |                        |
| 2000                   | 1e                          | 7                           | 7                           | 0                           | 0                           | 198                         | 167                         | +31                         |                        |
| 2002                   | 1e                          | 8                           | 7                           | 0                           | 1                           | 235                         | 191                         | +44                         |                        |
| 2004                   | 7e                          | 7                           | 4                           | 0                           | 3                           | 211                         | 203                         | +8                          |                        |
| 2006                   | Niet gekwalificeerd         | Niet gekwalificeerd         | Niet gekwalificeerd         | Niet gekwalificeerd         | Niet gekwalificeerd         | Niet gekwalificeerd         | Niet gekwalificeerd         | Niet gekwalificeerd         | Niet gekwalificeerd    |
| 2008                   | 5e                          | 7                           | 4                           | 1                           | 2                           | 208                         | 190                         | +18                         |                        |
| 2010                   | 15e                         | 3                           | 0                           | 0                           | 3                           | 78                          | 84                          | −6                          |                        |
| 2012                   | 12e                         | 6                           | 1                           | 2                           | 3                           | 157                         | 168                         | −11                         |                        |
| 2014                   | 7e                          | 6                           | 4                           | 0                           | 2                           | 166                         | 158                         | +8                          |                        |
| 2016                   | 8e                          | 7                           | 2                           | 2                           | 3                           | 173                         | 168                         | +5                          |                        |
| 2018                   | 2e                          | 8                           | 4                           | 0                           | 4                           | 218                         | 216                         | +2                          |                        |
| 2020                   | 7                           | 7                           | 4                           | 0                           | 3                           | 182                         | 169                         | +13                         |                        |
| 2022                   | 1e                          | 9                           | 7                           | 1                           | 1                           | 252                         | 221                         | +31                         |                        |
| 2024                   | Gekwalificeerd              | Gekwalificeerd              | Gekwalificeerd              | Gekwalificeerd              | Gekwalificeerd              | Gekwalificeerd              | Gekwalificeerd              | Gekwalificeerd              |                        |
| 2026                   | Gekwalificeerd als gastland | Gekwalificeerd als gastland | Gekwalificeerd als gastland | Gekwalificeerd als gastland | Gekwalificeerd als gastland | Gekwalificeerd als gastland | Gekwalificeerd als gastland | Gekwalificeerd als gastland |                        |
| 2028                   | Toekomstig evenement        | Toekomstig evenement        | Toekomstig evenement        | Toekomstig evenement        | Toekomstig evenement        | Toekomstig evenement        | Toekomstig evenement        | Toekomstig evenement        |                        |
| Totaal                 | 14/15                       | 96                          | 61                          | 6                           | 29                          | 2602                        | 2382                        | +220                        |                        |